# Sinojackia
Sinojackia ist eine Pflanzengattung der Familie der Storaxbaumgewächse (Styracaceae). Es wurden acht Arten beschrieben, die alle aus China stammen. Der Gattungsname ehrt wahrscheinlich den amerikanischen Zoologen und Botaniker John George Jack (1861–1949).

## Beschreibung

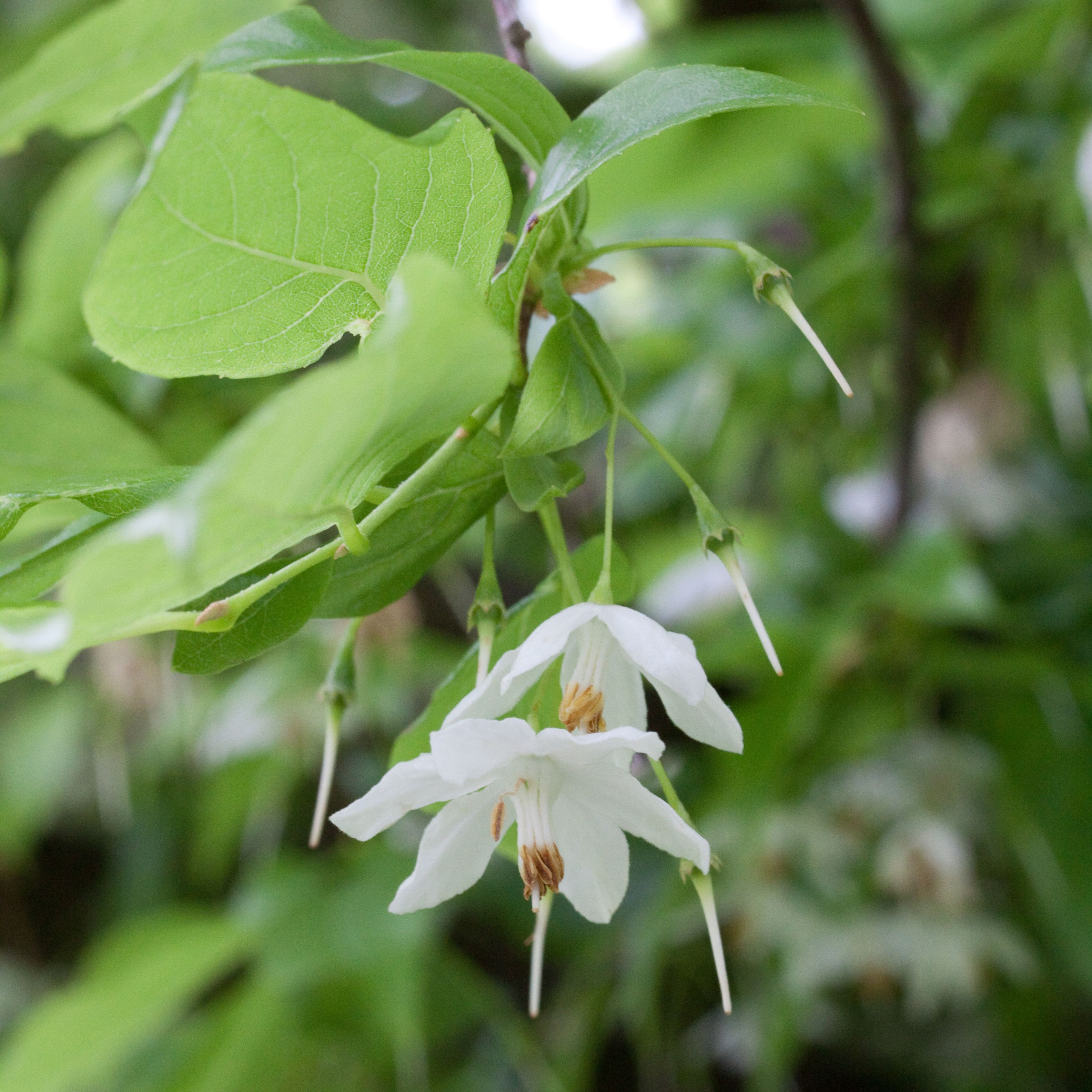
Sinojackia xylocarpa blühend

Alle Arten sind laubabwerfende Sträucher oder Bäume. Die Äste sind mit Dornen besetzt.
Die Blätter stehen wechselständig an den Zweigen. Sie entfalten sich im Frühjahr aus nackten, also nicht mit Knospenschuppen versehenen Winterknospen. Die Laubblätter sind nicht zusammengesetzt oder gelappt, der Blattrand ist gesägt. Nebenblätter sind nicht vorhanden.
In meist hängenden, traubigen Blütenständen stehen wenige Blüten zusammen. Die einzelnen Blütenstiele sind lang und dünn, die Tragblätter fallen bald ab. Die zwittrigen Blüten sind radiärsymmetrisch. Die Kelchblätter sind zu einer vier- bis siebenzipfligen Röhre verwachsen. Auch die weißen Kronblätter sind an der Basis verwachsen. Acht bis vierzehn Staubblätter stehen in einem Staubblattkreis. Der unterständige Fruchtknoten geht in einen langen Griffel über, der die Staubblätter überragt und in einer undeutlich dreigelappten Narbe endet.
Die Früchte bestehen aus einer fleischigen äußeren Schicht (Exokarp), einer harten inneren (Endokarp) und dem dazwischen liegenden, schwammigen Mesokarp. Jede Frucht enthält einen Samen.

## Arten
Die folgenden Arten wurden beschrieben:

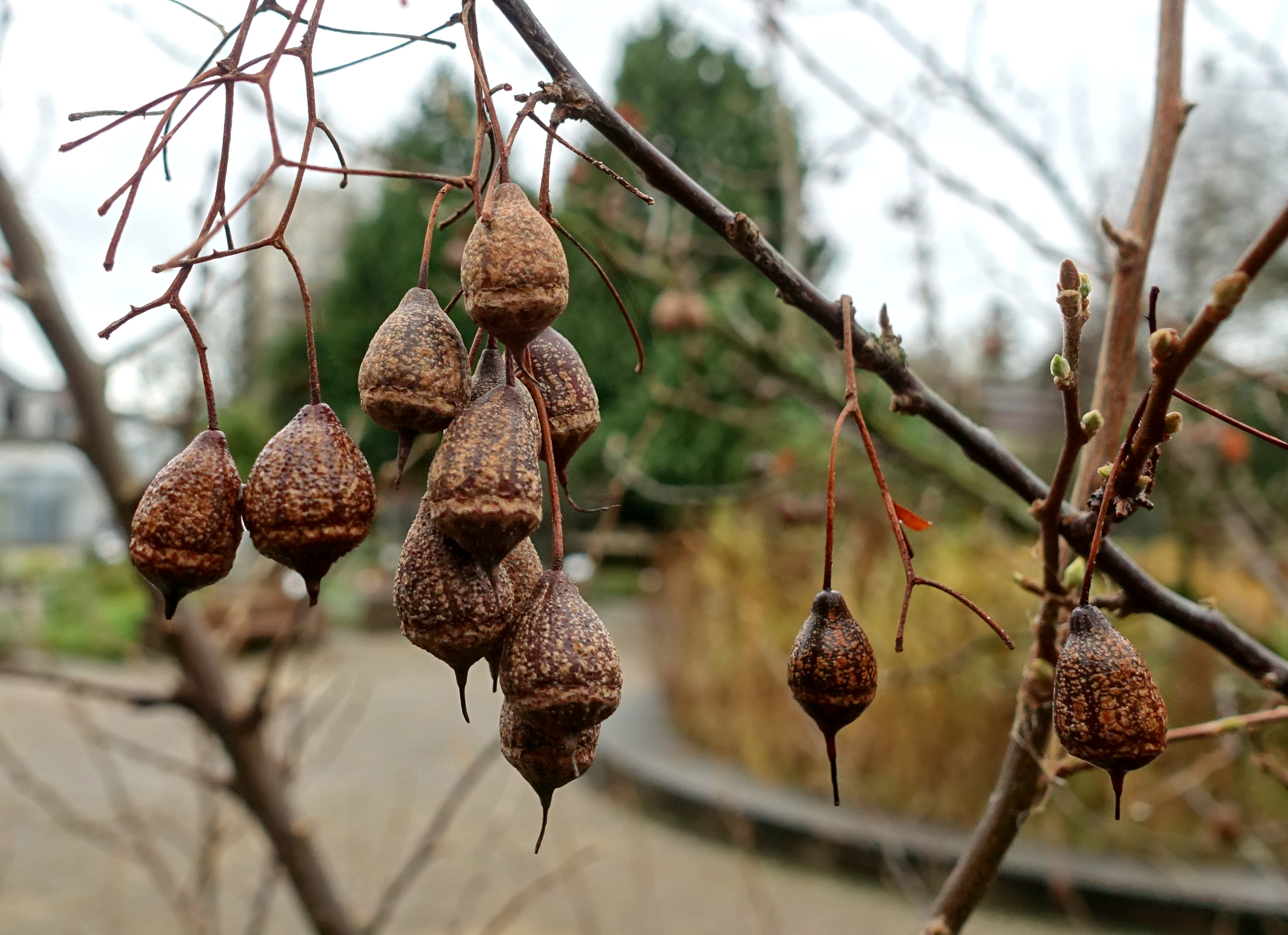
Sinojackia xylocarpa fruchtend

- Sinojackia henryi (Dümmer) Merr.: Sie kommt im nördlichen Guangdong, im südlichen Hubei, in Hunan und in Sichuan vor.[2]
- Sinojackia huangmeiensis J.W.Ge & X.H.Yao: Sie kommt in Hubei vor.[2]
- Sinojackia microcarpa C.T.Chen & G.Y.Li: Sie kommt in Zhejiang vor.[2]
- Sinojackia oblongicarpa C.T.Chen & T.R.Cao: Sie kommt in Hunan vor.[2]
- Sinojackia rehderiana Hu: Sie kommt im nördlichen Guangdong, im südlichen Hunan und in Jiangxi vor.[2]
- Sinojackia sarcocarpa L.Q.Lou: Sie kommt in Sichuan vor.[2]
- Sinojackia xylocarpa Hu: Sie kommt in Jiangsu vor.[2]

Die Art Sinojackia dolichocarpa C.J.Qi wird auch in eine eigene Gattung Changiostyrax gestellt.